# Larentia (djur)
Larentia är ett släkte av fjärilar som beskrevs av Treitschke 1825. Larentia ingår i familjen mätare.

## Bildgalleri

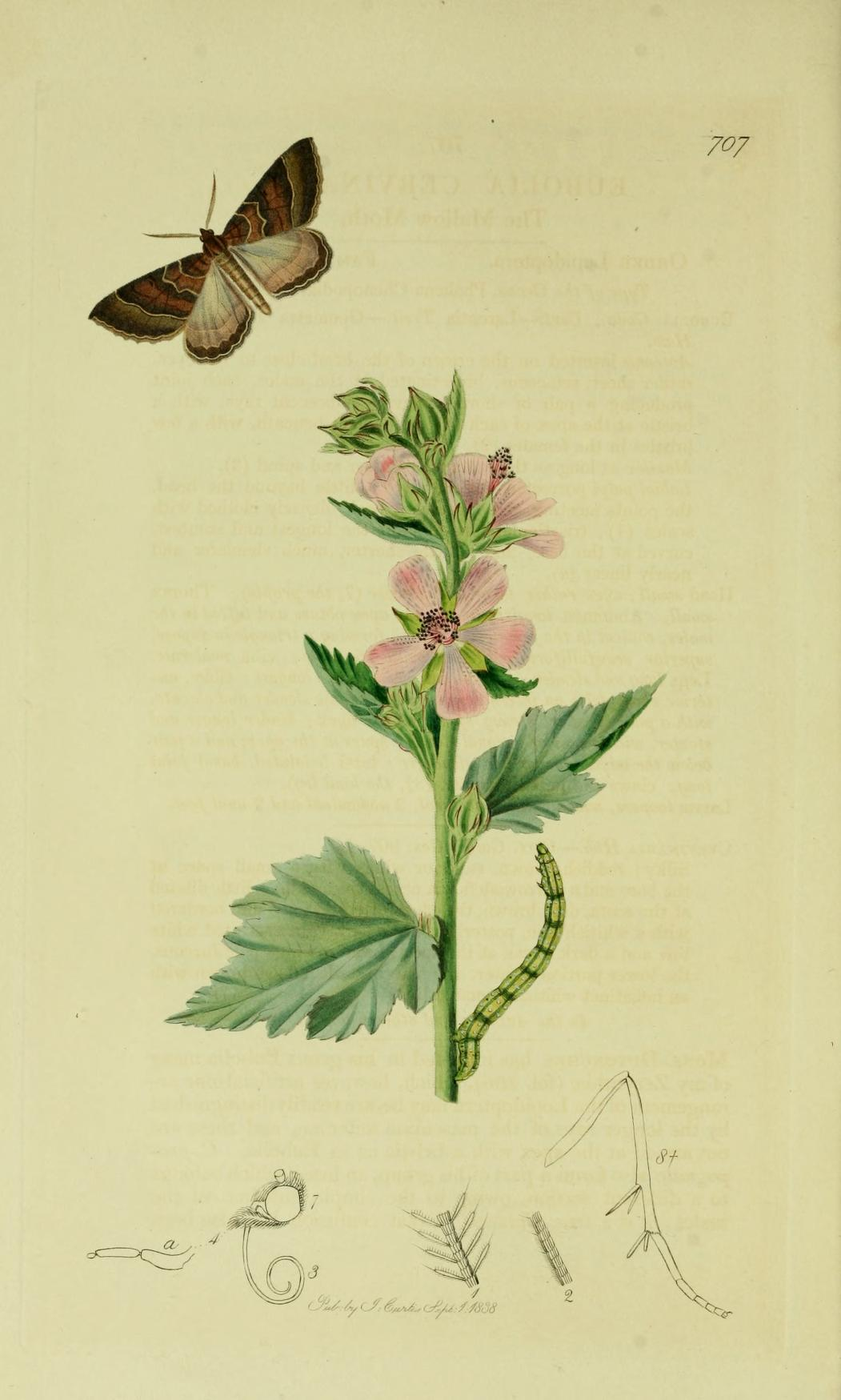
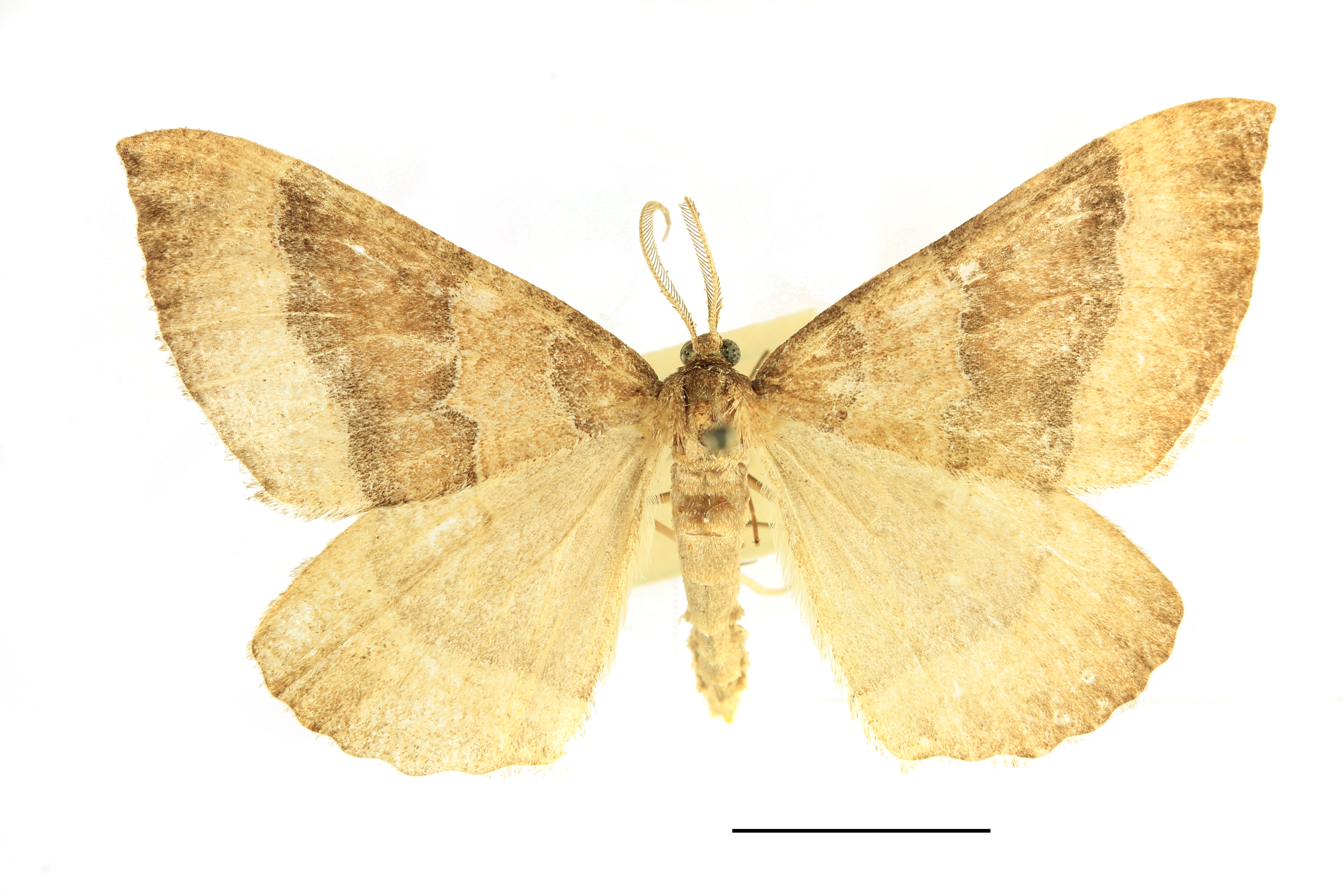
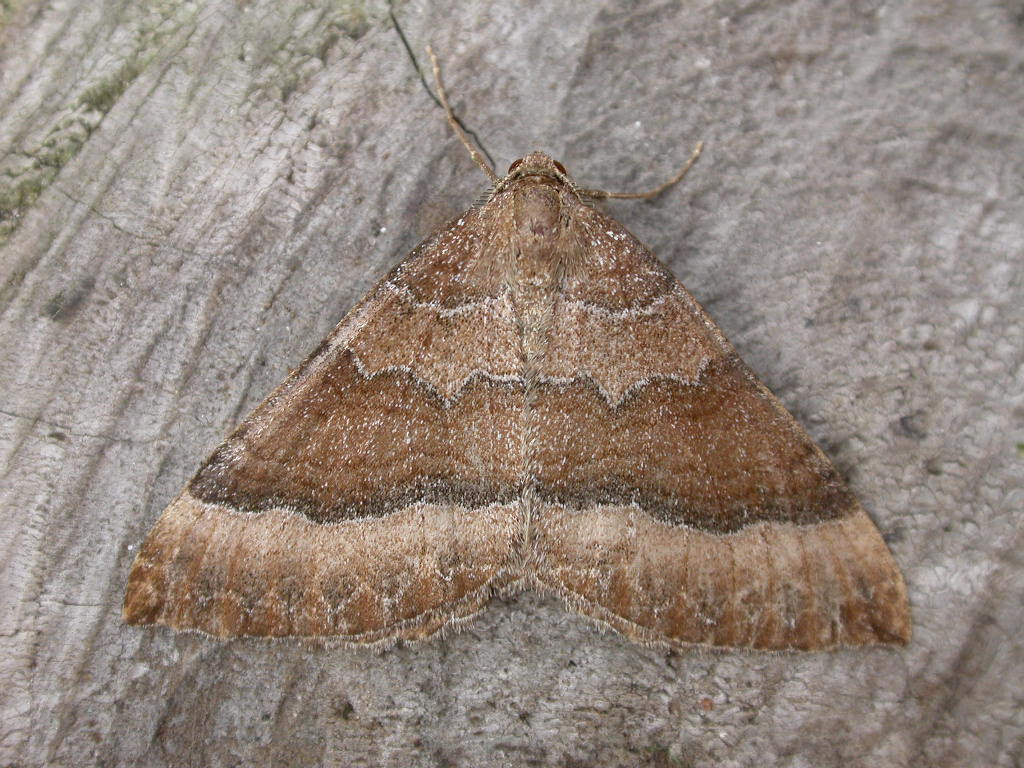
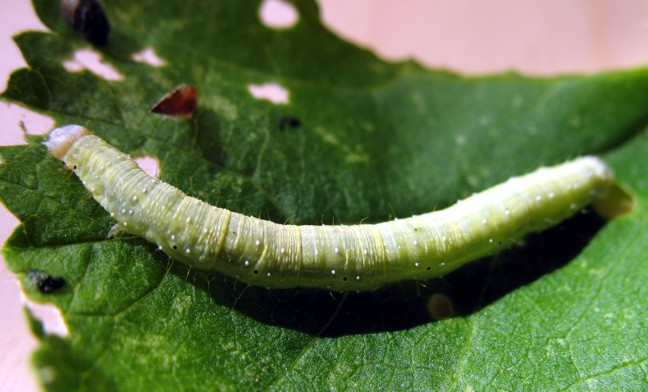
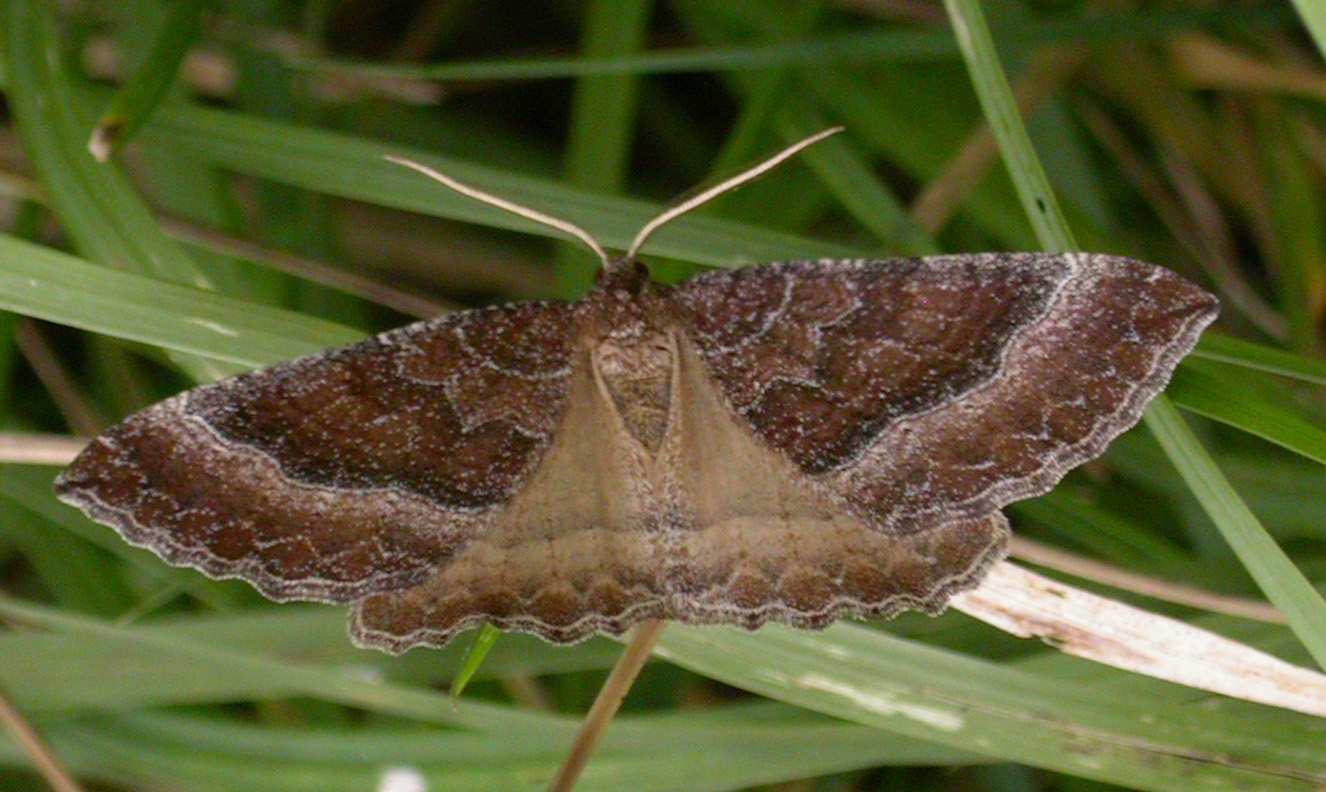
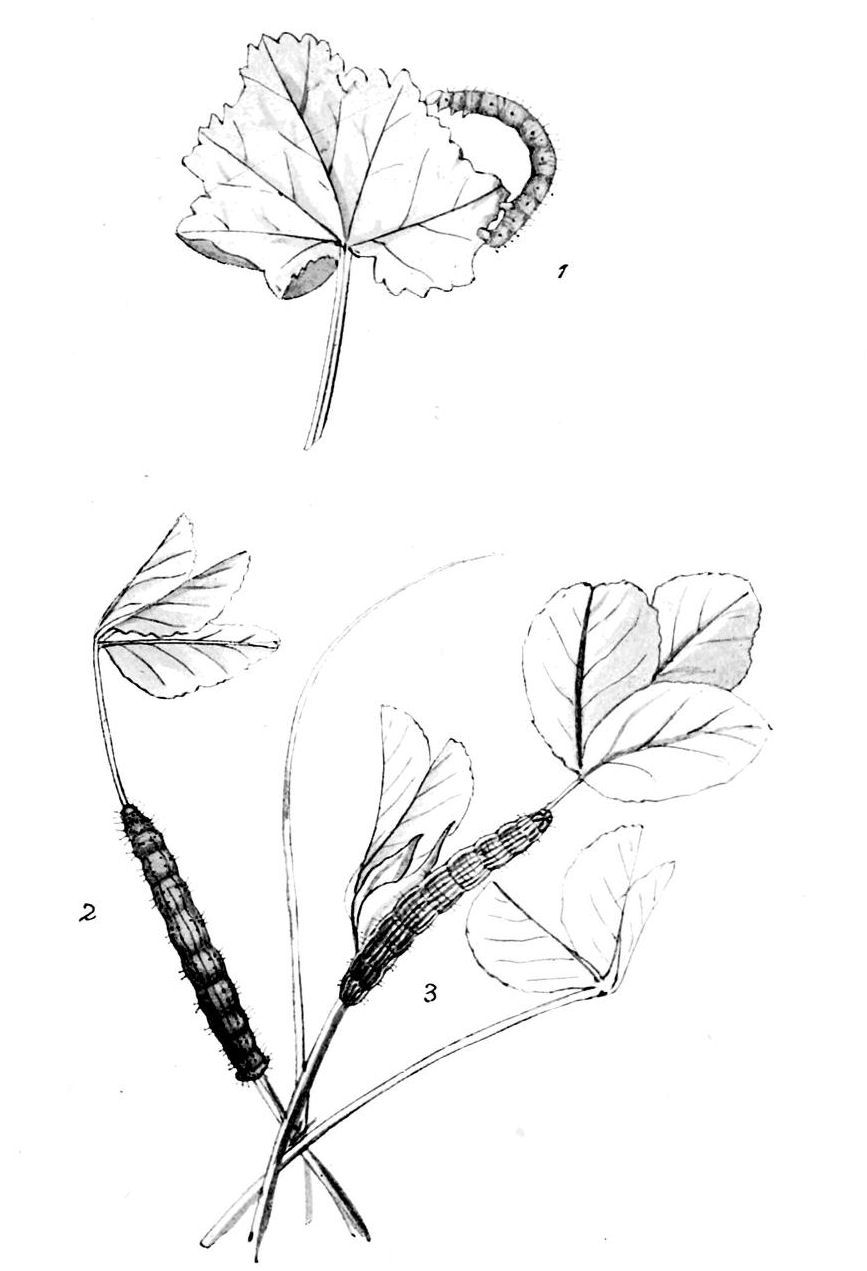

## Dottertaxa tillLarentia, i alfabetisk ordning[1][2]
- Larentia adonata
- Larentia adonis
- Larentia aegrota
- Larentia aganopis
- Larentia albalineata
- Larentia albifiliata
- Larentia albilineata
- Larentia apicata
- Larentia approximata
- Larentia baliata
- Larentia beata
- Larentia benedicta
- Larentia berberina
- Larentia bulbulata
- Larentia carolata
- Larentia cervinata
- Larentia cheimatobiata
- Larentia chlamydota
- Larentia cinerearia
- Larentia clavaria
- Larentia danae
- Larentia dascia
- Larentia datinaria
- Larentia delicatulata
- Larentia diffusaria
- Larentia dionysias
- Larentia dionysius
- Larentia edentata
- Larentia edmondsii
- Larentia epicrossa
- Larentia erasta
- Larentia eupitheciaria
- Larentia exoriens
- Larentia extensata
- Larentia farinata
- Larentia fasciarial
- Larentia feliciaria
- Larentia fumosata
- Larentia hebes
- Larentia hemichlorata
- Larentia horismeata
- Larentia imperfecta
- Larentia incandescens
- Larentia indiscriminata
- Larentia infusata
- Larentia inoperata
- Larentia invexata
- Larentia irma
- Larentia limonodes
- Larentia lineolaria
- Larentia lophogramma
- Larentia macerata
- Larentia nisseni
- Larentia obscurior
- Larentia omphacina
- Larentia oraria
- Larentia oribates
- Larentia orophyla
- Larentia pallidata
- Larentia petrodes
- Larentia philpotti
- Larentia planicolor
- Larentia prasinias
- Larentia profugaria
- Larentia recta
- Larentia saisanica
- Larentia scarata
- Larentia semifissata
- Larentia sericodes
- Larentia stenotaenia
- Larentia subgaliata
- Larentia tangens
- Larentia tenuis
- Larentia xanthospila
- Larentia ypsilonaria